# Tennistavolo ai XVI Giochi paralimpici estivi
Le gare di tennistavolo ai XVI Giochi paralimpici estivi si sono svolte tra il 25 agosto e il 3 settembre 2021 presso il Tokyo Metropolitan Gymnasium.

## Formato
Le gare sono state suddivise nelle seguenti classi, basate sul tipo di disabilità degli atleti:
- Da 1 a 5 per atleti in carrozzina;
- Da 6 a 10 per atleti che possono camminare;
- 11 per atleti che possono camminare ma con disabilità mentale.

Tutte le competizioni prevedevano una fase di qualificazione a gruppi seguita dalla fase a eliminazione diretta comprensiva, in alcune classi, anche di ottavi e/o quarti di finale. A differenza delle precedenti edizioni non è stata disputata la finale per la medaglia di bronzo ed entrambi gli atleti che hanno perso durante le semifinali sono stati premiati con tale medaglia.

## Podi

### Uomini
| Evento      | Classe                                     | Oro                                                     | Argento                                                           | Bronzo |
| Individuale |                                            |                                                         |                                                                   |        |
| 1           | Joo Young-dae                              | Kim Hyeon-uk                                            | Nam Ki-won                                                        |        |
| 1           | Joo Young-dae                              | Kim Hyeon-uk                                            | Thomas Matthews                                                   |        |
| 2           | Fabien Lamirault                           | Rafał Czuper                                            | Cha Soo-yong                                                      |        |
| 2           | Fabien Lamirault                           | Rafał Czuper                                            | Park Jin-cheol                                                    |        |
| 3           | Feng Panfeng                               | Thomas Schmidberger                                     | Jenson Van Emburgh                                                |        |
| 3           | Feng Panfeng                               | Thomas Schmidberger                                     | Zhai Xiang                                                        |        |
| 4           | Abdullah Öztürk                            | Kim Young-gun                                           | Maxime Thomas                                                     |        |
| 4           | Abdullah Öztürk                            | Kim Young-gun                                           | Nesim Turan                                                       |        |
| 5           | Valentin Baus                              | Cao Ningning                                            | Ali Öztürk                                                        |        |
| 5           | Valentin Baus                              | Cao Ningning                                            | Jack Hunter Spivey                                                |        |
| 6           | Ian Seidenfeld                             | Peter Rosenmeier                                        | Rungroj Thainiyom                                                 |        |
| 6           | Ian Seidenfeld                             | Peter Rosenmeier                                        | Paul Karabardak                                                   |        |
| 7           | Yan Shuo                                   | Will Bayley                                             | Maksym Chudzicki                                                  |        |
| 7           | Yan Shuo                                   | Will Bayley                                             | Liao Keli                                                         |        |
| 8           | Zhao Shuai                                 | Viktor Didukh                                           | Peng Weinan                                                       |        |
| 8           | Zhao Shuai                                 | Viktor Didukh                                           | Maksym Nikolenko                                                  |        |
| 9           | Laurens Devos                              | Ma Lin                                                  | Iurii Nozdrunov                                                   |        |
| 9           | Laurens Devos                              | Ma Lin                                                  | Ivan Mai                                                          |        |
| 10          | Patryk Chojnowski                          | Matéo Bohéas                                            | Filip Radović                                                     |        |
| 10          | Patryk Chojnowski                          | Matéo Bohéas                                            | David Jacobs                                                      |        |
| 11          | Péter Pálos                                | Samuel Von Einem                                        | Lucas Créange                                                     |        |
| 11          | Péter Pálos                                | Samuel Von Einem                                        | Florian Van Acker                                                 |        |
| A squadre   |                                            |                                                         |                                                                   |        |
| 1-2         | Francia Fabien Lamirault Stéphane Molliens | Corea del Sud Cha Soo-yong Kim Hyeon-uk Park Jin-cheol  | Polonia Rafał Czuper Tomasz Jakimczuk                             |        |
| 1-2         | Francia Fabien Lamirault Stéphane Molliens | Corea del Sud Cha Soo-yong Kim Hyeon-uk Park Jin-cheol  | Slovacchia Martin Ludrovský Ján Riapoš                            |        |
| 3           | Cina Feng Panfeng Zhai Xiang Zhao Ping     | Germania Thomas Brüchle Thomas Schmidberger             | Rep. Ceca Petr Svatoš Jiři Suchánek                               |        |
| 3           | Cina Feng Panfeng Zhai Xiang Zhao Ping     | Germania Thomas Brüchle Thomas Schmidberger             | Thailandia Thirayu Chueawong Yuttajak Glinbancheun Anurak Laowong |        |
| 4-5         | Cina Cao Ningning Guo Xingyuan Zhang Yan   | Corea del Sud Baek Young-bok Kim Jung-gil Kim Young-gun | Francia Florian Merrien Nicolas Savant Aira Maxime Thomas         |        |
| 4-5         | Cina Cao Ningning Guo Xingyuan Zhang Yan   | Corea del Sud Baek Young-bok Kim Jung-gil Kim Young-gun | Slovacchia Peter Mihalik Boris Trávníček                          |        |
| 6-7         | Cina Chen Chao Liao Keli Yan Shuo          | Gran Bretagna Will Bayley Paul Karabardak               | Germania Thomas Rau Björn Schnake                                 |        |
| 6-7         | Cina Chen Chao Liao Keli Yan Shuo          | Gran Bretagna Will Bayley Paul Karabardak               | Spagna Jordi Morales Álvaro Valera                                |        |
| 8           | Cina Peng Weinan Ye Chaoqun Zhao Shuai     | Ucraina Viktor Didukh Maksym Nikolenko                  | Francia Clément Berthier Thomas Bouvais                           |        |
| 8           | Cina Peng Weinan Ye Chaoqun Zhao Shuai     | Ucraina Viktor Didukh Maksym Nikolenko                  | Gran Bretagna Aaron McKibbin Billy Shilton Ross Wilson            |        |
| 9-10        | Cina Lian Hao Zhao Yiqing                  | Australia Joel Coughlan Ma Lin Nathan Pellissier        | Nigeria Tajudeen Agunbiade Victor Farinloye Alabi Olufemi         |        |
| 9-10        | Cina Lian Hao Zhao Yiqing                  | Australia Joel Coughlan Ma Lin Nathan Pellissier        | Ucraina Lev Kats Ivan Mai                                         |        |

### Donne
| Evento      | Classe             | Oro                   | Argento              | Bronzo |
| Individuale |                    |                       |                      |        |
| 1-2         | Liu Jing           | Seo Su-yeon           | Cátia Oliveira       |        |
| 1-2         | Liu Jing           | Seo Su-yeon           | Nadezhda Pushpasheva |        |
| 3           | Xue Juan           | Alena Kánová          | Lee Mi-gyu           |        |
| 3           | Xue Juan           | Alena Kánová          | Yoon Ji-yu           |        |
| 4           | Zhou Ying          | Bhavina Patel         | Gu Xiaodan           |        |
| 4           | Zhou Ying          | Bhavina Patel         | Zhang Miao           |        |
| 5           | Zhang Bian         | Pan Jiamin            | Khetam Abuawad       |        |
| 5           | Zhang Bian         | Pan Jiamin            | Jung Young-a         |        |
| 6           | Maryna Lytovchenko | Maliak Alieva         | Raisa Chebanika      |        |
| 6           | Maryna Lytovchenko | Maliak Alieva         | Stephanie Grebe      |        |
| 7           | Kelly van Zon      | Viktoriia Safonova    | Anne Barnéoud        |        |
| 7           | Kelly van Zon      | Viktoriia Safonova    | Kübra Korkut         |        |
| 8           | Mao Jingdian       | Huang Wenjuan         | Aida Dahlen          |        |
| 8           | Mao Jingdian       | Huang Wenjuan         | Thu Kamkasomphou     |        |
| 9           | Lei Lina           | Xiong Guiyan          | Karolina Pęk         |        |
| 9           | Lei Lina           | Xiong Guiyan          | Alexa Szvitacs       |        |
| 10          | Yang Qian          | Bruna Costa Alexandre | Natalia Partyka      |        |
| 10          | Yang Qian          | Bruna Costa Alexandre | Tien Shiau-wen       |        |
| 11          |                    |                       |                      |        |
|             |                    |                       |                      |        |
| A squadre   |                    |                       |                      |        |
| 1-3         |                    |                       |                      |        |
|             |                    |                       |                      |        |
| 4-5         |                    |                       |                      |        |
|             |                    |                       |                      |        |
| 6-8         |                    |                       |                      |        |
|             |                    |                       |                      |        |
| 9-10        |                    |                       |                      |        |
|             |                    |                       |                      |        |